# Condado de Dallas (Alabama)
O Condado de Dallas é um dos 67 condados do estado norte-americano do Alabama. De acordo com o censo de 2022, sua população é de 36.767 habitantes. A sede de condado e sua maior cidade é Selma. O condado foi fundado em 1818 e recebeu o seu nome em homenagem a Alexander J. Dallas (1759–1817), que foi Secretário do Tesouro dos Estados Unidos entre 1814 e 1816.

## História
O condado foi criado pela legislatura do Alabama em 9 de fevereiro de 1818, desmembrado do condado de Montgomery. Integrava parte das terras cedidas pelos creeks no Tratado de Fort Jackson, de 9 de agosto de 1814. O condado ganhou o seu nome do Secretário do Tesouro Americano Alexander J. Dallas da Pensilvânia.
O condado está localizado no que é conhecido como a região do Black Belt, na parte central do estado. O nome se refere à área de solo fértil na qual se desenvolveu uma larga área de cultura de algodão com trabalho predominantemente de mão-de-obra escrava afro-americana no período pré-guerra. Após a emancipação que se seguiu à Guerra Civil, muitos afro-americanos que permaneceram na região trabalhavam como fazendeiros arrendados e em regime de parceria rural. A população do condado é majoritariamente negra desde de antes da guerra, devido ao numeroso número de escravos nas plantations.
O condado de Dallas produziu mais algodão do que qualquer outro condado do Alabama na década de 1860, o que requeria, portanto, uma mão-de-obra abundante. Os senhores de escravos do condado possuíam em média 70 trabalhadores escravos (comparados a 10 do condado de Montgomery, e.g.); os proprietários de escravos consistiam em 16% da população branca do condado, porém, se adicionados os seus familiares, ao menos um terço da população estava ligada a uma família escravagista, de acordo com o historiador Alston Fitts.
Dos mais conhecidos escravagistas locais, está incluído Washington Smith, dono de uma grande plantation em Bogue Chitto, próximo à sede do condado, Selma, e fundador do Banco de Selma, que, mesmo após à emancipação, continuou a exercer grande influência sobre a população afro-americana do condado. Smith foi o comprador de Redoshi, a quem ele forçou o nome de Sally Smith, uma mulher de Benin que foi sequestrada aos doze anos e vendida após ser transportada no navio negreiro Clotilda, que operou o tráfico de escravos para a América durante 50 anos até a abolição.
Originalmente, a sede do condado era Cahaba, que também serviu de capital ao estado durante um breve período. Em 1865, a sede foi transferida à Selma, devido a mudança de seu centro populacional. 

### Do século XX em diante
A produção de algodão sofreu uma queda no início do século XX devido a uma infestação do bicudo-do-algodoeiro, que invadiu as áreas de cultura por todo o sul. Na virada do século, a legislatura do estado privou de direitos a maioria dos negros e também uma parcela de brancos pobres a partir de provisões na nova constituição estadual que requeriam o pagamento da poll tax e a aprovação em um teste de alfabetização para o registro como eleitor.
O período de 1877 a 1850 (e especialmente entre os anos de 1890 e 1930) foi a época de auge dos linchamentos em todo o sul, ao mesmo tempo em que a população branca ansiava pela imposição da sua supremacia e pela aplicação das leis Jim Crow. De acordo com a terceira edição de Lynching in America, o condado de Dallas registrou 19 linchamentos nesse período, o segundo maior número no estado, sendo superado apenas pelo condado de Jefferson. As multidões que tomavam parte nos linchamentos matavam suspeitos de supostos crimes, mas também por comportamentos que eram ditos ofensores à classe branca. Entre o começo e a metade do século XIX, um total de 6,5 milhões de negros saíram do sul na Grande Migração, para escapar a essas condições opressivas.
No período pós-guerra, entre 1950 e 1960, afro-americanos, incluindo veteranos, começaram novos esforços pelo Sul com o objetivo de habilitar o exercício de seus direitos constitucionais de registro e de voto. De 1963 até 1965, Selma e o condado de Dallas foram os locais do reavivamento das campanhas pelo direito ao voto. Tais campanhas foram encabeçadas pelos habitantes locais do Dallas County Voters League (DCVL) e integradas por ativistas do Student Nonviolent Coordinating Comittee (SNCC). Nos finais de 1964, eles solicitaram a ajuda da Conferência da Liderança Cristã do Sul (SCLC); com a participação do presidente da SCLC, Martin Luther King Jr., a campanha atraiu a atenção das notícias nacionais e internacionais em fevereiro e março de 1965. Eles planejaram uma marcha de Selma à capital do estado, Montgomery. Dois ativistas foram mortos durante as demonstrações antes da marcha se realizar.

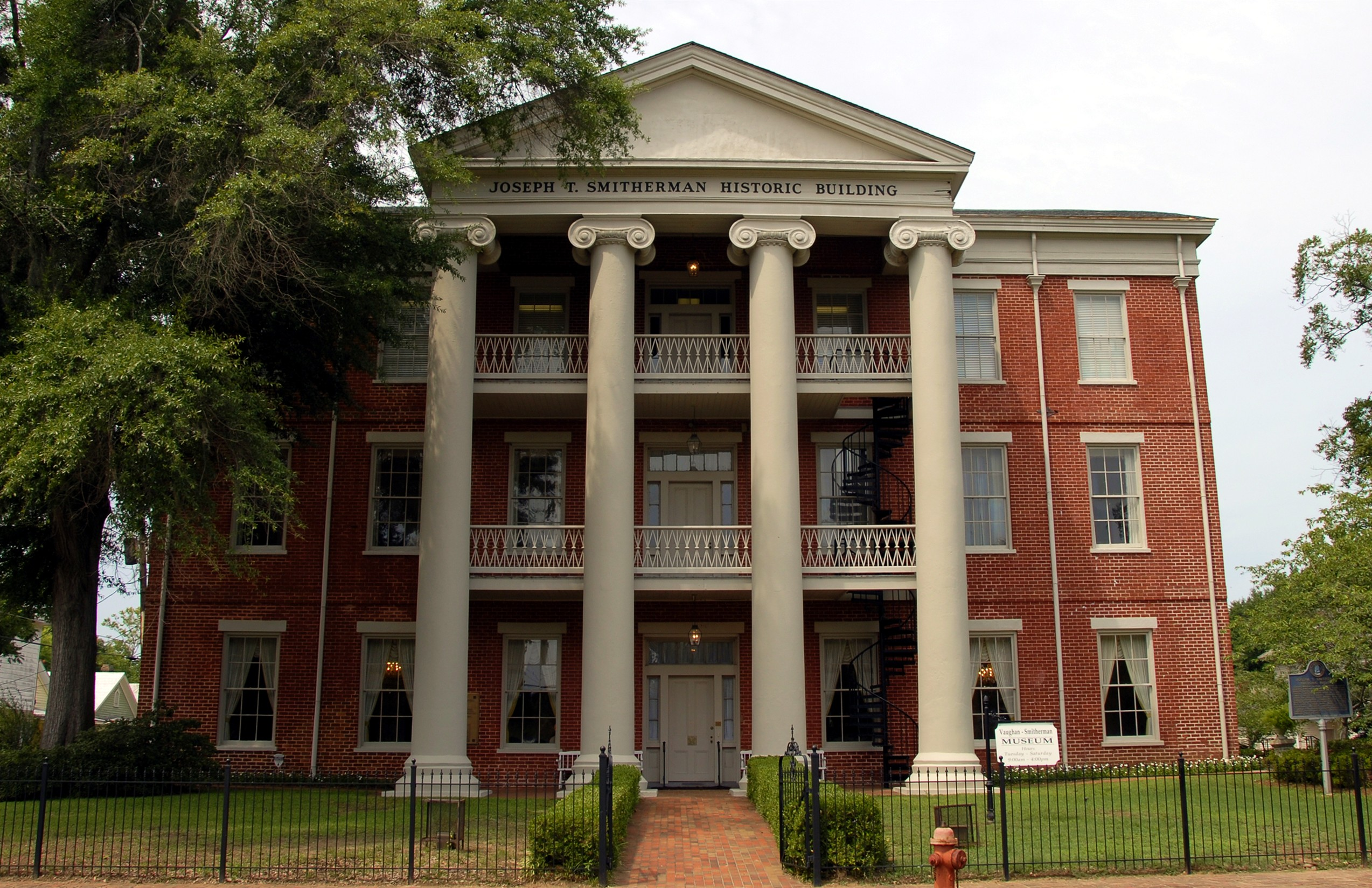
O "Joseph T. Smitherman Historic Building" em Selma, Alabama. Hoje é o museu Vaughan-Smitherman.

Em 7 de março, centenas de manifestantes pacíficos foram espancados pelas forças estatais e pelotões do condado após cruzarem a ponte Edmund Pettus e dentro da área do condado, por intentarem marchar até Montgomery. Os eventos foram reportados pela mídia nacional. Os protestantes renovaram sua marcha  em 21 de março, unindo milhares de simpatizantes por todo o condado e ganhando proteção federal, completando as marchas de Selma a Montgomery. Com as pessoas que se uniram à marcha, o número de manifestantes que atingiu a capital no último dia de março chegou próximo dos 25000. Em agosto do mesmo ano, o congresso aprovou a Lei dos Direitos de Voto, assinada pelo presidente Lyndon B. Johnson; assim se permitiu à população afro-americana do sul o acesso cidadão na participação política.
Em 5 de março de 2018, Selma comemorou essas marchas. Além disso, a cidade coordenou um Projeto de Memória Comunitária (Community Remembrance Project), inaugurando um marco histórico como memorial aos 19 afro-americanos linchados no condado durante as ondas de terrorismo racial entre os séculos XIX e XX. O marco foi feito em cooperação com a Equal Justice Initiative (EJI), organização que em 2015 publicou um relatório documentando cerca 4000 linchamentos em todo o território americano.

## Geografia
De acordo com o censo, sua área total é de 2.574 km², destes sendo 2.535 km² de terra e 39 km² de água. O condado é atravessado pelo rio Alabama, que corre do nordeste ao sudoeste do seu território.

### Condados adjacentes
- Condado de Chilton, norte
- Condado de Autauga, nordeste
- Condado de Lowndes, sudeste
- Condado de Wilcox, sul
- Condado de Marengo, oeste
- Condado de Perry, noroeste

### Áreas de proteção nacional
- Floresta Nacional de Talladega (parte)
- Trilha Histórica Nacional de Selma a Montgomery (parte)

## Transportes

### Principais rodovias
- U.S. Highway 80
- State Route 5
- State Route 14
- State Route 22
- State Route 41
- State Route 66
- State Route 89
- State Route 140
- State Route 219

### Aeroportos
- Craig Field, em Selma
- Skyharbor Airport, em Selma

## Demografia
O ainda mais rural condado do estado alcançou seu pico populacional em 1960. De acordo com o censo de 2022:
- População total: 36.767 habitantes
- Densidade: 13 hab/km²
- Residências: 18.949
- Famílias: 14.385
- Composição da população:
  - Brancos: 27,1%
  - Negros: 71%
  - Nativos americanos e do Alaska: 0,3%
  - Asiáticos: 0,6%
  - Duas ou mais raças: 1%
  - Hispânicos ou latinos: 1,2%

## Comunidades

### Cidades
- Selma (sede)
- Valley Grande

### Vilas
- Orrville

### Áreas Censitárias
- Selmont-West Selmon

### Comunidades não-incorporadas
- Beloit
- Bogue Chitto
- Browns
- Burnsville
- Carlowville
- Crumptonia
- Elm Bluff
- Harrell
- Manila
- Marion Junction
- Minter
- Plantersville
- Pleasant Hill
- Richmond
- Safford
- Sardis
- Summerfield
- Tyler

### Cidades-fantasma
- Cahaba

## Pessoas notáveis
- Kenneth D. McKellar, político americano do Tennessee
- Redoshi, mulher originária do Benin, sequestrada e vendida à um senhor de escravos do condado.